# Вейн, Джон
Джон Роберт Вейн (англ. John Robert Vane; 29 марта 1927, Тардебигг, Вустершир, Великобритания — 19 ноября 2004) — британский фармаколог, лауреат Нобелевской премии по физиологии и медицине 1982 года «открытие простагландинов и аналогичных биологически активных веществ», которую он разделил с Суне Бергстрёмом и Бенгтом Самуэльсоном.
Член Лондонского королевского общества (1974), иностранный член Национальной академии наук США (1983).

## Детство
Родился в Тардебигге, Вустершир (Великобритания) 29 марта 1927 года. Был младшим из трёх детей в семье владельца компании по производству переносных домов Мориса Вейна и Фрэнсис Вейн (урождённой Фишер). Его отец происходил из семьи еврейских иммигрантов из Российской империи, а мать из вустеширской фермерской семьи.
Окончил высшую школу короля Эдуарда VI в Эджбастоне, Бирмингем, где начал изучать химию. Свои первые эксперименты проводил на кухне, а позже отец построил ему небольшой сарай в саду специально для проведения опытов.

## Научные исследования
В 1944 году Вейн начал изучать химию в Университете Бирмингема. В 1946 году, получив степень бакалавра по химии, поступил в лабораторию Гарольда Берна, работающего в Оксфордском университете фармаколога.
В 1953 году уехал в США, в Нью-Хейвен (штат Коннектикут), где стал ассистентом профессора на кафедре фармакологии в Йельском университете под руководством Арнольда Уэлча. В 1955 году Вейн вернулся в Англию, как старший преподаватель по фармакологии в Институте фундаментальных медицинских наук при Королевском колледже хирургов в Линкольн Инн Филдсе, Лондон. Здесь он разрабатывал технику суперфузионного биоанализа в ёмкостях с кровью. Метод состоял в том, что различные ткани, помещённые каждая в отдельную ёмкость для органов, могут быть суспендированны одна над другой, так, что жидкость суперфузии будет течь по каждой из тканей по очереди. Также он разработал систему, с помощью которой дифференциальная чувствительность трёх или четырёх тканей давала уникальный рисунок или «отпечаток пальцев» для каждого исследуемого вещества. Используя данный метод, учёные обнаружили ранее неизвестные биологически активные вещества.
Объединение методики Вейна и усиливающего фактора брадикинина (БУФ), открытого в 1964 году бразильским фармакологом Сержио Феррейра, привело к разработке лекарства для лечения гипертонии (на тот момент уже было доказано, что именно брадикинин ингибирует превращение ангиотензина I в ангиотензин II, который способствует повышению давления). Экспериментально полученные препараты, содержащие пептиды, выделенные из яда змеи, назначались пациентам с артериальной гипертензией.
После их использования у данной группы людей наблюдалось уменьшение артериального давления.
В 1966 году Вейн становится профессором экспериментальной фармакологии.
В 1971 году обнаружил, что аспирин ингибирует образование простагландинов и тромбоксана A2, который вызывает коагуляцию крови. Предложил использовать малые дозы аспирина для снижения риска тромбоза коронарных артерий (закрытия их просвета сгустками крови).
В 1973 году Вейна пригласили на должность директора научно-исследовательского центра в Велком Фаундейшн. Во время его работы в этой компании был разработан и исследован простациклин — сосудорасширяющее вещество. Также в сотрудничестве с лабораторий в Северной Каролине были получены такие новые лекарственные препараты, как атракуриум (мышечный релаксант короткого действия), ламотриджин (антисудорожный препарат, используется при эпилепсии) и ацикловир (противогерпесный препарат).
В 1986 году, покинув Велком Фаундейшн, Джон Вейн основывал научно-исследовательский институт Уильяма Гарвея при варфоломеевской больнице медицинского колледжа, занимающийся проблемами воспалений и сердечно-сосудистых заболеваний.
В 1991 году Джон Вейн со своим коллегой Эриком Анггардом создали фармацевтическую компанию, названную Vanguard Medica Ltd, для разработки соединений, которые не были интересны фармацевтическим компаниям по причинам их токсичности. Эта компания просуществовала до 1996 года.

## Почести и награды
Вместе с Суне Бергстрёмом и Бенгтом Самуэльсоном Джон Вейн был удостоен Нобелевской премии по физиологии и медицине в 1982 году. Нобелевский комитет отметил его за «открытие простагландинов и аналогичных биологически активных веществ». В 1984 году он был посвящён в рыцари за заслуги перед фармацевтической наукой. Занимал пост вице-президента Королевского общества с 1985 до 1987 года.
Вейн был активным членом британского фармакологического общества и занимал там много должностей: был первым секретарем Общества (1968—1970), генеральным секретарём с 1970 до 1973 года и министром иностранных дел в 1982 году; он был избран в почётные члены в 1985 году. В мае 2003 года в Кракове был награждён Крестом за заслуги перед Республикой Польша: «в знак признания его вклада в англо-польское научное сотрудничество».

## Семья
В 1948 Веййн женился на Дафне Пейг. Примерно в это же время у них родились две дочери.

## Личные качества
Джон Вейн был застенчивым человеком, но это не мешало ему быть харизматичным и дружелюбным. Со своей женой очень любил принимать гостей, что у них получалось великолепно. Он был гениален, как фармаколог, он разрабатывал значимые гипотезы, как будто не задумываясь. Являлся талантливым оратором и писателем, мотиватором и учителем нескольких поколений фармакологов.
Он говорил о себе: «моя жизнь и существование связано с ферментами и медиаторами — это увлекательный детектив; найти ранее неизвестные пути и взаимодействия, чтобы прийти к новым важным концепциям и препаратам».
Он стал мишенью защитников животных и бесстрашно высказывался против их деятельности. Он был сторонником научно-исследовательского центра обороны, целью которого являлось содействие по использованию животных в научных исследованиях.
В 1992 году подписал «Предупреждение человечеству».

## Увлечения, хобби
Вейн очень любил путешествовать. С 1973 года он часто совершал поездки в Верджин-Горда на Карибский остров, где у его семьи имелся дом. Он был страстным аквалангистом и любил подводную фотосъемку.

## Конец жизни
У Джона Вейна было больное сердце. Ему провели успешную операцию в 1992 году, а затем дополнительную в 2002 году. Его восстановление после второй процедуры было осложнено из-за перелома бедра, и он умер в больнице от воспаления легких 19 ноября 2004 года.